# Laura Esquivel (attrice)
Laura Natalia Esquivel (Buenos Aires, 18 maggio 1994) è un'attrice, conduttrice televisiva e cantante argentina con cittadinanza italiana.
A livello internazionale, è nota per aver interpretato il ruolo di Patty Castro nella telenovela Il mondo di Patty e il ruolo di Divina nel serial televisivo Love Divina. In patria, è conosciuta anche per aver vinto la prima edizione del talent show Tu cara me suena.

## Biografia
Laura Esquivel nasce il 18 maggio 1994 a Buenos Aires da Jorge Esquivel e Silvana, entrambi medici. Di origini italiane da parte materna (sua nonna Clelia Campo era argentina e di padre italiano, suo nonno Saverio Greco era un immigrato di Rotonda, provincia di Potenza). Laura Natalia Esquivel inizia a studiare canto, danza e recitazione all'età di sette anni. Successivamente studia per due anni e mezzo tecnica vocale alla Scuola Mitra di Buenos Aires e fonoaudiologia presso l'Universidad del Museo Social Argentino.
Di cittadinanza argentina, dal novembre 2009 possiede anche la cittadinanza italiana.

## Carriera attoriale

### Il debutto e il ruolo neIl mondo di Patty(2003-2011)
Debutta nel programma televisivo Guinzburg And Kids, come ballerina, durante l'anno 2003, dopo aver superato un casting e nello stesso anno è una delle ballerine per il programma Mariana de Casa. Poco dopo è nella rappresentazione teatrale Peter Pan - Todos podemos volar con un duplice ruolo. All'età di dieci anni vince il reality show argentino Código F.A.M.A., scelta tra duecento bambini, trasmissione in cui ha interpretato diverse canzoni e che le permette di partecipare alla versione messicana chiamata Código FAMA Internacional, in rappresentanza del suo paese natale, arrivando in semifinale. Durante la produzione, che va dall'aprile al maggio del 2005, la Equivel è seguita dal vocal coach Sebastián Mellino.
La sua partecipazione al segmento di Showmatch chiamato 30 segundos de fama kids la porta a prendere parte al provino per una telenovela che verrà chiamata Il mondo di Patty e che vede la luce nella sua prima stagione nel 2007. Dallo stesso anno interpreta il ruolo di Patricia Díaz Castro, soprannominata Patty, anche nella versione teatrale e l'anno successivo nella seconda stagione e nella seconda versione teatrale, con cui gira diversi paesi dell'America Latina fino al maggio del 2009, insieme al cast del serial. Dal 16 dicembre 2009 intraprende una tournée dal titolo Il mondo di Patty - Il musical più bello con diverse tappe in Italia e Spagna tra il dicembre del 2009 e il febbraio e il giugno e l'agosto 2010. Nel 2011 ricopre sempre lo stesso ruolo per alcune date in Grecia. Il musical riceve il premio Riccio d'argento come Miglior Musical dell'anno.
Nel 2010 conduce su Disney Channel Spagna un programma chiamato Esperando a Patito. Nello stesso anno esce il suo primo lungometraggio televisivo intitolato Un paradiso per due con il ruolo di Margherita, registrato in Uruguay e dal 12 aprile è la conduttrice, oltre che autrice della sigla d'apertura, del programma Mundo Teen trasmesso dal canale Utilísima; debuttando al cinema con la produzione italiana Natale in Sudafrica, interpretando Laura.
Nell'anno 2011 presenta gli speciali televisivi per Disney Channel Spagna chiamati ¡Hasta Siempre, Patito! e We Love Patito. Inoltre, esce nei cinema spagnoli il film Maktub, in cui la Esquivel ha il ruolo di Linda.

### La partecipazione aTu cara me suenaeLove Divina(2012-presente)
Il 21 gennaio 2012 viene ospitata come ballerina per una notte nella trasmissione italiana Ballando con le stelle, interpretando una salsa con il ballerino Ferdinando Iannaccone. Dal 30 giugno 2012 registra il Giro Giro Tour, con Leon Cino, in Emilia-Romagna e trasmesso dal canale Super! a partire dal 3 settembre per tutto il mese e dal 16 luglio 2012 va in onda il programma La posta di Laura sempre sullo stesso canale, in cui è la presentatrice. Nello stesso anno esce il trailer di una nuova telenovela in cui partecipa la Esquivel dal titolo Lola, aprendiz de musa. Il serial viene presentato al MIPCOM, ma non viene realizzato.
Nel 2013 partecipa alla rappresentazione teatrale Los Locos Adams, una rivisitazione de La famiglia Addams in chiave musical, dove impersona Merlina Addams.  Da settembre 2013 partecipa al talent show Tu cara me suena, vincendo la prima edizione nel dicembre. L'anno successivo partecipa alla seconda parte del programma, stavolta in coppia con Jey Mammón, arrivando quarti. Nuovamente, nel 2015, partecipa alla terza edizione, classificandosi quinta. Durante il gala sette viene rimpiazzata da Coki Ramírez. Nello stesso anno, sostituisce Lucía Galán come giurata in Laten Corazones.
Nel 2017 è la protagonista della telenovela Love Divina, nel ruolo di Divina, per cui è anche ospite al Giffoni Film Festival, mentre fino al gennaio del 2018 è una giurata del programma di intrattenimento Cualquiera puede bailar. Nel settembre del 2018 viene annunciata nel cast della serie televisiva Maradona: sogno benedetto (inizialmente intitolata Maradona), dove interpreta la moglie di Maradona, Claudia Villafañe. Durante le registrazioni del sceneggiato, iniziate nei primi mesi del 2019, la vera ex-moglie del calciatore ha criticato la Esquivel per non aver richiesto un incontro con lei col fine di avere maggiori informazioni sulla sua vita. In risposta, l'attrice ha affermato di aver effettuato il casting un anno e mezzo prima, assicurando di fare del suo meglio.
Annunciata nel marzo, dal 12 aprile 2019 interpreta Mía nella rappresentazione teatrale Gente feliz, mentre nel giugno si aggiunge al cast per una sola puntata dello show Showmatch (nel segmento Súper Bailando 2019) per una salsa a tre insieme ai concorrenti Leticia Brédice e Fernando Bertona.

## Carriera musicale
Nel 2004 è una delle coriste per la colonna sonora dello spettacolo teatrale Peter Pan - Todos podemos volar. Per il programma Código F.A.M.A. Internacional canta alcune canzoni del musicista Sebastián Mellino, tra cui Sigue tu Destino e Toma mi Voz, mentre durante la partecipazione a Kids Match interpreta My Heart Will Go On, tema principale del lungometraggio Titanic.
Dal 2007 canta alcune canzoni per gli album pubblicati dalla serie Il mondo di Patty e così anche live nelle versioni teatrali. Inoltre, la Esquivel fa una interpretazione della versione italiana della sigla, intitolata Un angolo nel cuore e cantata insieme a Ambra Lo Faro. Il primo album della serie ottiene il Premio Gardel come "miglior disco infantile", nonché viene certificato disco d'oro e platino in diversi paesi, così come i successivi.
Con il musical Il mondo di Patty - Il musical più bello, interpreta nuovamente le canzoni de Il mondo di Patty come solista o in gruppo con gli altri artisti della rappresentazione. Intanto, il 24 dicembre 2009 canta al Concerto di Natale, trasmesso dal Teatro Massimo Vincenzo Bellini con la conduzione di Mara Venier.
Il 4 dicembre 2011 pubblica la sua prima canzone, Giro Giro, seguita l'8 dicembre dalla versione italiana della stessa. Sempre nel mese di dicembre pubblica la canzone Locura. Tutte e tre le canzoni vengono cantate anche durante il Giro Giro Tour, presentato sul canale Super! nel 2012.
Con l'uscita del film Maktub, la Esquivel presta la voce alla colonna sonora, interpretando la canzone Nuestra playa eres tú insieme a Bejotaeme e Crema, candidata al Premio Goya come "Miglior canzone originale". Il 20 novembre 2012 esce la sua nuova canzone dal titolo Estaré Contigo. Anche durante la partecipazione alle tre edizioni di Tu cara me suena interpreta diverse canzoni, imitando personaggi celebri del mondo musicale.
Nel 2017 esce la colonna sonora tratta dal serial televisivo Love Divina, dove canta la maggior parte dei testi. Il 26 agosto dello stesso anno tiene un concerto all'Auditorio Belgrano, annunciando nel luglio la pubblicazione del suo primo album da solista e mettendo in commercio il singolo Siento que lo haré. Nel mese di dicembre del 2017 duetta con Eva De Dominici in una versione di Todos somos uno del cantante argentino Axel.
Nei live la formazione è composta da: Luciana Valdes al basso, Leo Calomino alla batteria e Hernán Spalletta per quanto riguarda la chitarra e i cori. Inoltre, la Esquivel suona la tastiera.
Nel 2024 svolge un tour estivo in giro per l’Italia con Teenage Dream Party per promuovere il suo primo album in studio, in uscita il 23 agosto dello stesso anno, contenente i singoli Ya No Me Duele e Un Día a La Vez.

## Vita privata
Dal 2015 al 2017 ha avuto una relazione con il produttore José Barrientos. Da ottobre 2017 è fidanzata con Facundo Cedeira.

## Filantropia
Nel 2009 partecipa alla campagna dell'associazione "Mensajeros de la Paz" per ricordare il rilievo dei nonni per la comunità.
In occasione della Giornata internazionale per l'eliminazione della violenza contro le donne del 25 novembre 2014 viene presentato un cortometraggio in cui la Esquivel è Camila, una ragazza obbligata a stare con il gruppo del suo fidanzato, nonostante lei voglia andare a ballare con le proprie amiche. Il filmato è voluto dal Ministero dello sviluppo sociale argentino. Inoltre, nel 2015, partecipa ad una campagna per sensibilizzare i più piccoli alla lettura.
Prende parte due volte, la prima nel 2009 e la seconda nel 2016, al programma per beneficenza Un sol para los chicos.
Nel settembre del 2018 partecipa alla campagna per la prevenzione del cancro, in cui appare in una foto con una cicatrice in una delle due parti del seno.

## Filmografia

### Cinema
- Natale in Sudafrica, regia di Neri Parenti (2010)
- Maktub, regia di Paco Arango (2011)

### Televisione
- Il mondo di Patty (Patito Feo) – serial TV, 286 episodi (2007-2008)
- Un paradiso per due, regia di Pier Belloni – film TV (2010)
- Love Divina (Divina, está en tu corazón) – serial TV, 60 episodi (2017)
- Maradona: sogno benedetto (Maradona: sueño bendito) – serie TV (2021)

## Programmi televisivi
- Guinzburg And Kids (2003, Telefe)
- Código F.A.M.A. Internacional (2005, Televisa)
- Kids Match (2006, Canal 13)
- Mundo teen (2010, Utilísima)
- Esperando a Patito (2010, Disney Channel)
- ¡Hasta Siempre, Patito! (2011, Disney Channel)
- We love Patito (2011, Disney Channel)
- Giro Giro Tour (2012, Super!)
- La posta di Laura (2012, Super!)
- Tu cara me suena (2013-2015, Telefe)
- Laten corazones (2015, Telefe)
- Showmatch (2017/2019, América 2/Canal 13)
- Cualquiera puede bailar (2017-2018, América 2)
- Combate (2018, Canal 9)

## Discografia

### Album in studio
- 2024 - Laura Esquivel

Album dal vivo
- 2025 – Laura Esquivel (En Vivo)

### EP
- 2022 - 2011
- 2022 - Dejavu Session
- 2024 - Ya no me duele

### Singoli
- 2012 - Giro giro
- 2012 - Locura
- 2012 - Lenguaje perfecto
- 2012 - Aquel amor
- 2012 - Estarè contigo
- 2017 - Siento que lo haré
- 2023 - Refugio
- 2023 - Píntame
- 2024 - Un día a la vez
- 2024 – Un rato
- 2025 – Ogni giorno per me

### Colonne sonore
- 2004 - Peter Pan - Todos podemos volar
- 2007 - Il mondo di Patty - La storia più bella
- 2007 - Il mondo di Patty - La storia più bella... continua
- 2008 - Il mondo di Patty - La vita è una festa
- 2008 - Patito Feo - La vida es una fiesta (fan edition)
- 2009 - Il mondo di Patty - Il musical più bello
- 2017 - Divina, está en tu corazón

## Teatro
- Peter Pan - Todos podemos volar, regia di Ariel del Mastro (2004)
- Patito Feo - La historia más linda en el Teatro, regia di Ricky Pashkus (2007-2008)
- Patito Feo - El Show más lindo, regia di Ricky Pashkus (2008-2009)
- Il mondo di Patty - Il musical più bello, regia di Toto Vivinetto (Italia) (2010-2011)
- Los Locos Adams, regia di Jerry Zaks e Rocio Rodriguez Conway (2013)
- Primeras Damas del Musical Argentino, regia di Pablo Gorlero e Ricky Pashkus (2013-2014/2019)
- Damas y Señores del Musical Argentino, regia di Pablo Gorlero e Ricky Pashkus (2015)
- Gente feliz, regia di José María Muscari (2019-2020)
- Kinky Boots, (2022-2023)
- Regreso en Patagonia, (2023)

## Riconoscimenti
- Festival nacional de canto
  - 2005 – Rivelazione[64]
- Premio Martín Fierro
  - 2007 – Candidatura per la rivelazione per Il mondo di Patty[68]
- Premio Clarín
  - 2007 – Candidatura per la rivelazione per Il mondo di Patty[69]
- Premios Hugo al Teatro Musical
  - 2013 – Rivelazione femminile per Los locos Adams[70]
- Premios ACE
  - 2014 – Candidatura per l'attuazione femminile in commedia musicale e/o music hall per Los locos Adams[71][72]
- Premios Gardel
  - 2025 – Candidatura per il miglior album di artista pop tradizionale per Laura Esquivel[73]

## Doppiatrici italiane
Nelle versioni in italiano delle opere in cui ha recitato, Laura Esquivel è doppiata da:
- Perla Liberatori in Il mondo di Patty, Un paradiso per due, Natale in Sudafrica e Love Divina[74][75]
- Lavinia Paladino in Maradona: sogno benedetto